# Freestyleskiën op de Olympische Winterspelen 2022 - Aerials team gemengd
Het onderdeel aerials team gemengd tijdens de Olympische Winterspelen 2022 vond plaats op 10 februari 2022 in het Genting Snow Park nabij Peking. Dit evenement stond voor de eerste maal op de Olympische kalender.

## Tijdschema
| Datum                 | Lokale tijd | MET   | Ronde   |
| --------------------- | ----------- | ----- | ------- |
| donderdag 10 februari | 19:00       | 12:00 | Finales |

## Uitslag

### Finale
| #      | Bib | Land                                                                   | Finale 1                    | Finale 2                   |
| ------ | --- | ---------------------------------------------------------------------- | --------------------------- | -------------------------- |
| Goud   | 2   | Verenigde Staten Ashley Caldwell Christopher Lillis Justin Schoenefeld | 330,55 104,31 101,81 124.43 | 338,34 88,86 135,00 114,48 |
| Zilver | 1   | China Xu Mengtao Jia Zongyang Qi Guangpu                               | 336,89 94,01 124,78 118,10  | 324,22 106,03 96,02 122,17 |
| Brons  | 5   | Canada Marion Thénault Miha Fontaine Lewis Irving                      | 326,94 93,06 113,97 119,91  | 290,98 62,74 116,48 111,76 |
| 4      | 3   | Zwitserland Alexandra Bär Pirmin Werner Noé Roth                       | 300,62 65,83 128,00 106,79  | 276,01 57,01 109,00 110,00 |
| 5      | 4   | Russische ploeg Ljoebov Nikitina Ilja Boerov Stanislav Nikitin         | 295,97 79,66 97,28 119,03   | niet geplaatst             |
| 6      | 6   | Wit-Rusland Hanna Hoeskova Stanislau Hladchenko Maksim Goestik         | 273,67 84,73 89,82 99,12    | niet geplaatst             |